# 15967 Клерармстронґ
15967 Клерармстронґ (15967 Clairearmstrong) — астероїд головного поясу, відкритий 24 лютого 1998 року.
Тіссеранів параметр щодо Юпітера — 3,305.